# قائمة أنواع الخلايا البشرية المشتقة من الطبقات المنتشة
هذه قائمة بالخلايا البشرية المشتقة من الطبقات المنتشة الجنينية الثلاث، الأديم الظاهر، الأديم المتوسط، والأديم الباطن.

## الخلايا المشتقة منالأديم الظاهر

### سطح الأديم الظاهر

#### جلد
- خلية شعرية (إنسان)
- خلية كيراتينية

#### النخامة الأمامية
- خلية موجهة للغدد التناسلية
- خلية موجهة للكظر
- خلية وجهة للدرق
- خلية موجهة جسدية
- خلية مفرزة للبرولاكتين

#### ميناء الأسنان
- أرومة الميناء

### العرف العصبي

#### الجهاز العصبي المحيطي
- عصبون
- خلية دبقية
  - خلية شوان
  - خلية دبقية ساتلة

#### الجهاز الغدي الصماوي العصبي
- خلية أليفة الكروم
- خلية كبية

#### جلد
- خلية ميلانينية
  - خلية وحمية
- خلية مركل

#### أسنان
- أرومة السنية
- أرومة ملاطية

العين
- خلية قرنية لقرنية العين

### الأنبوب العصبي

#### الجهاز العصبي المركزي
- عصبون
- خلية دبقية
  - خلية نجمية
  - بطانة عصبية
  - مولر الدبقية (شبكية العين)
  - خلية دبقية قليلة التغصن
  - خلية سلف دبقي قليلة التغصن
  - الخلايا النخامية (الغدة النخامية الخلفية)

#### الغدة الصنوبرية
- خلية صنوبرية

## الخلايا المشتقة منالأديم المتوسط

### الأديم المتوسط المجاور للمحور

#### خلية جذعية متعلقة باللحمة المتوسطة

##### خلية سلف عظمية غضروفية
- العظم (بانية العظم- خلية عظمية)
- الغضروف (أرومة غضروفية- خلية غضروفية)

##### الأرومة الليفية العضلية
- الشحم
  - أرومة شحمية → خلية دهنية
- عضلة
  - تكوين العضلات → خلية عضلية
  - خلية عضلية ساتلة
  - خلية وتر
  - خلية عضلة القلب
- آخر
  - خلية ليفية يافعة → خلية ليفية

#### آخر
- الجهاز الهضمي
  - خلية خلالية لكاجل

### الأديم المتوسط الوسطاني

#### الخلايا الجذعية الكلوية
- أرومة وعائية ← خلية بطانية
- خلية مسراق الكبيبة
  - خلية مسراقية داخل الكبيبة
  - الخلية المسراقية خارج الكبيبة
- خلية مجاورة للكبيبات
- البقعة الكثيفة
- خلية سدوية ← خلية خلالية ← خلية انتهائية
- خلية طلائية بسيطة → خلية رجلاء
- خلية حافة لفرشاة الأنابيب الكلوية القريبة

#### الجهاز التناسلي
- خلية سيرتولي
- خلية بينية
- خلية حبيبية
- خلية وتدية
- خلية جنسية (التي تهاجر هنا بشكل أساسي)
  - الحيوانات المنوية
  - بويضة

### الصفيحة الوحشية للأديم المتوسط/الأرومة الوعائية

#### الخلايا الجذعية المكونة للدم
- خلية لمفاوية
  - أرومة لمفاوية
  - انظر الخلايا اللمفاوية
- نسيج نخاعي
  - وحدة تشكيل المستعمرات «جي إي إم إم»
  - انظر خلايا الدم النخاعية والبلازما

#### نظام الدورة الدموية
- الخلية البطانية السلفية
- خلية بطانية مشكلة للمستعمرة
- خلية جذعية بطانية
- أرومة وعائية / أرومة وعائية متوسطة
- حلايا حولية
- خلية جدارية

## الخلايا المشتقة منالأديم الباطن

### المعي الأمامي

#### الجهاز التنفسي
- خلية رئوية
  - خلية النوع الأول
  - خلية النوع الثاني
- الخلايا المضربية
- خلية كأسية
- خلية عصبية صماء رئوية [1]

#### الجهاز الهضمي

##### معدة
- خلية صماوية معوية
  - خلية جي
  - خلية دلتا
  - خلية شبيهة المعوية أليفة الكروم
- خلية معدية رئيسية
- خلية جدارية
- خلية نقيرية

##### الأمعاء
- خلية صماوية معوية
  - عديد الببتيد المعدي المثبط
  - الخلية S
  - خلية دلتا
  - كوليسيستوكينين
  - خلية معوية أليفة الكروم
- خلية كأسية
- خلية بانيت
- خلية عنقودية
- خلية معوية
  - خلية ذات الطيات المجهرية

##### الكبد
- خلية كبدية
- خلية نجمية كبدية

##### المرارة
- خلية مرارية

##### مكونات ذات الإفراز الخارجي من البنكرياس
- خلية عنبة مركزية
- خلية نجمية بنكرياسية

#### جزر لانجرهانز
- خلية ألفا
- خلية بيتا
- خلية دلتا
- خلية بي بي (البنكرياس) (خلية F ، خلية جاما)
- خلية إبسيلون

### الجيب البلعومي
- الغدة الدرقية
  - خلية جريبيية
  - خلية مجاورة للجريب [2]
- الغدة جارة الدرقية
  - خلية رئيسية دريقية
  - خلية حمضة

### المعي الخلفي/مذرق
- خلية الظهارة البولية

## نظر أيضاً
- طبقة منتشة
- قائمة أنواع الخلايا المميزة في جسم الإنسان البالغ